# Jarls de Lade
Els Jarls de Lade (nòrdic antic: Hlaðir) foren una dinastia de governants noruecs, varen ser molt influents entre els segles ix i xi. Lade es troba a l'est de Trondheim i bordeja el fiord de Trondheim, Hålogaland.
La saga Heimskringla menciona als governants dels territoris noruecs com konungr (o rei), al Agder, Alvheim, Hedmark, Hordaland, Nordmøre, Romsdal, Rogaland, Romerike, Sogn, Solør, Sunnmøre, Trøndelag, Vestfold i Viken. En el cas de Hålogaland el títol del governant era jarl (equivalent a comte), entre els que ressaltaven els Jarls de Lade en Trondheim, de gran influència política i militar.
Els Jarls de Lade varen ser:
- Herlaug Grjotgardsson
- Grjotgard Herlaugsson
- Håkon Grjotgardsson
- Sigurd Håkonsson
- Håkon Sigurdsson
- Eirik Håkonsson
- Sveinn Hákonarson
- Håkon Eiriksson
- Einar Tambarskjelve